# Alexandra Ordolis

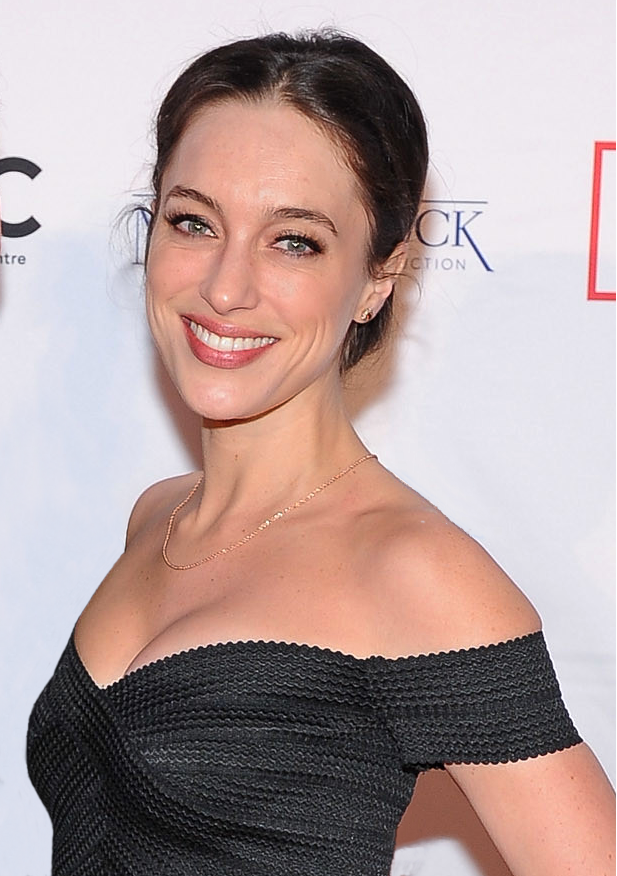
Alexandra Ordolis, 2016

Alexandra Ordolis (* 9. Juli 1986 in Athen, Griechenland) ist eine kanadische Filmschauspielerin.

## Leben
Alexandra Ordolis ist Tochter eines Griechen und einer Britin und wurde in Athen geboren, als Kleinkind zog sie mit ihren Eltern nach Montreal, Kanada. Sie studierte Englisch und Philosophie an der McGill University und danach von 2008 bis 2011 Schauspielerei an der staatlichen Schauspielschule. Seit 2009 ist sie als Schauspielerin tätig, überwiegend für Fernsehserien. Sie spielte Justine in der Serie 19-2, gefolgt von Delphine in Reign. Ab 2017 spielte sie Shelley DeWitt in Der Nebel und Olivia Wilson in Shadowhunters.

## Filmografie (Auswahl)
- 2014: Helix (Fernsehserie, 3 Folgen)
- 2014–2017: 19-2 (Fernsehserie, 9 Folgen)
- 2015–2016: Reign (Fernsehserie, 11 Folgen)
- 2015–2017: Dark Matter (Fernsehserie, 2 Folgen)
- 2016: Hard Close (Kurzfilm)
- 2017: Der Nebel (The Mist, Fernsehserie, 7 Folgen)
- 2017–2018: Shadowhunters (Fernsehserie, 11 Folgen)
- 2019: First Person – Code Red (Fernsehserie)
- 2020–2021: Nurses (Fernsehserie, 10 Folgen)
- 2023: Essex County (Fernsehserie, 3 Folgen)